# Samuel Naeranus
Samuel Naeranus  (1582–1641) est un ministre remontrant néerlandais et un poète néo-latin, exilé en 1619 après le synode de Dort.

## Biographie
Il est né à Dordrecht, où son père Servais est prédicateur, et fréquente l'école latine sous Rekenarius, s'installant à Amsterdam en même temps que son professeur  . Il étudie à l'Académie de Saumur puis à l'Académie de Sedan, où il est recteur de l'école latine de 1608 à 1610. A Sedan, Méric Casaubon est son élève .
Il est ministre de Hazerswoude, en 1613, lorsqu'il fait la traduction française de l'Ordinum Pietas d'Hugo Grotius . Il est témoin avec d'autres ministres des disputes en 1614 et 1615 entre Jan Geesteran et Conrad Vorstius . Au moment de son exil, il est ministre à Amersfoort, où il s'installe en 1617 . Il participe au synode de Dort, où il se plaint lors des 46e et 54e sessions de l'injustice des remontrants qui ne sont pas autorisés à présenter leurs propres points de vue.
Exilé, Naeranus se rend d'abord à Anvers, où les remontrants se regroupent. En 1623, il est à Rostock et est invité par Martin Ruar à déménager à Danzig. Il y reste dans une église de marchands jusqu'en 1631. Il retourne ensuite à Amersfoort  .

## Œuvres
À Sedan en 1606, il publie une Disputatio de libera voluntate, qu'il traduit du latin en néerlandais et publie en 1611 sous le titre Dispvtatie van de vrye wille. Son Onderwysinge in de Christelijcke religie est le premier court catéchisme remontrant et atteint une quatrième édition en 1664 (Rotterdam). Il est soumis à la critique par Abraham Heidanus et soutenu par Simon Episcopius. En exil à Dantzig, il publie Senatus Gedanensis anagrammaticus (1632).

## Famille
Johannes Naeranus (1608–1679) est son fils avec sa femme Maria Junius, fille de Franciscus Junius l'Ancien . Samuel aide Franciscus Junius le Jeune à traduire du grec son De pictura veterum (1637) .